# Hans-Günter Heumann
Hans-Günter Heumann (* 29. Dezember 1955) ist ein deutscher Komponist, Musikpädagoge und Buchautor.
Er studierte an der Musikhochschule Hannover Klavier bei Hans Priegnitz und Konrad Meister, Komposition bei Einar Steen-Nøkleberg sowie Musikpädagogik und Musikwissenschaft.
Nach Kompositionsstudien in New York und New Orleans als Klavierpädagoge und Komponist lebt er heute als freischaffender Komponist und Autor in Süddeutschland. Er veröffentlichte mehrere Klavierschulen und Reihen pädagogischer Klavierwerke.
Anfang 2000 veröffentlichte Hans-Günter Heumann bei Schott Music ein vierfarbiges Musiklexikon für Kinder, ein umfangreiches Nachschlagewerk, das mit dem Deutschen Musikeditions-Preis 2000 ausgezeichnet wurde.

## Werke
- Klavierspielen – mein schönstes Hobby, Schott Music, ISBN 978-3-7957-5082-4
- Piano Kids, Klavierschule für Kinder, Schott Music
- Piano Classics – Die schönsten Klavierstücke von Bach bis Satie, Schott Music
- Musiklexikon für Kinder, Schott Music, ISBN 978-3-7957-1178-8
- Fantasy Piano – 20 zauberhafte leichte Klavierstücke, Schott Music
- HEUMANNs Pianotainment - Was Sie schon immer auf dem Klavier spielen wollten, Schott Music, 2011, ISBN 978-3-7957-5999-5
- HEUMANNs Pianotainment 2 - Was Sie schon immer auf dem Klavier spielen wollten, Schott Music, 2012, ISBN 978-3-7957-4635-3
- HEUMANNs Pianotainment medium, Schott Music, 2013, ISBN 978-3-7957-4771-8